# 桐谷廣人
桐谷广人（日语：／ Kiritani Hiroto ?，1949年10月15日—）是日本的将棋棋士、投資家。师从升田幸三实力制第四代名人。棋士号码120。于2007年引退。

## 经历

### 职业棋士時代
广岛县竹原市出身。初入将棋界时，经人介绍而成为同乡棋士升田幸三的弟子。1975年和沼春雄共同升入四段，正式成为职业棋士。作为当时少见的研究派棋士，有“电脑桐谷”（コンピューター桐谷）的别名。棋風是以居飛車为主的防守打法。战术则是攻击对手用于攻击的棋子，重视棋子的损得，即使已经处于优势也继续应战对手攻击，被称作“桐谷按摩战术”（桐谷マッサージ戦術，青野照市语）。此外也较擅长入玉。
曾做过观战记者，还在围棋·将棋频道的“桐谷广人将棋讲座”和“名比赛解说”节目中解说师父升田幸三的将棋比赛。弟子有大平武洋、今泉健司等人。于1996年度的第9期龙王战中升入5組。2000年获持续现役25年表彰。1997年第55期顺位战中掉入自由级，此后10年间没有回升，故于2007年3月末引退。职业生涯总成績为327勝483敗。
桐谷虽是升田幸三的弟子，在私下却和另一位棋士米长邦雄关系更为紧密，曾为米长的著作代笔二十余年。但后来桐谷向传媒称自己的婚事不只一次因为米长而告吹，并曝光了米长的内幕行为。
米长邦雄的弟子先崎学在顺位战C級2組時，虽获得9勝1敗的好成績，却因为名次较低而无法升级，失言说出“为什么我非得要在这个等级下棋，顺位战的制度是怎么了？”（何でおれがこんなクラスで指さなきゃいけないんだ。順位戦の制度はどうなってんだ？），俨然将C級2組的其他棋士都视作敌人。在1992年度第51期顺位战第9场桐谷对先崎的比赛中，桐谷取得大胜，阻挡了先崎的升级之路。不久后，桐谷在自战記中写道“要是觉得输给这样的人不服气，就去新宿喝便宜酒、睡在路上吧，那样才适合你”（こんな男に負けて悔しかったら、新宿で安酒飲んで道路に寝るがよかろう、それが似合いだ），以此督促先崎反省。

### 投資家身份
桐谷的转机出现在1984年，其在东京证券协和会設置的将棋部担任教师期间，开始自学股票投資，不过也有以失恋为契机的说法。此后桐谷始以“理财棋士”（財テク棋士）的名号著称，現在亦在与理财有关的杂志《钻石ZAi》和《日经Money》中以个人投资者的身份出場。
到2006年，桐谷共持有大约400家公司的股份，时价3亿日元，其中有1億日元都属于优待股票。利用着股东优待，桐谷的日常生活开销几乎不需要使用現金，需要使用现金的场合仅限于租金、电费、取暖费、网费，而这些费用也可以用股息来支付。此外，桐谷还发挥自己身为将棋棋士的战术思考能力，用高于常人的记忆力，按期限安排好手头众多优待券的使用日程；使用价值低又有期限的优待券则会挂至金券商店，并通过各种手段尽量以高价出售。
由于2008年雷曼兄弟迷你債券事件及引退後頻繁进行的保证金交易出现较大亏损，到2013年，桐谷所持有的股份时价已大幅减少到約5000万日元。此时桐谷意识到，有的公司即使股价降低，也依然会提供优待，因此能够利用优待来维持生活。自此不再以股票涨价作为投资的目标，转而专门投资提供优待的股票，其在后续出演电视节目时所推荐的有股东优待的股票也一度引起了关注。
2000年代，桐谷曾接济当時生活困窘的深田萌绘。后得知深田成为了证券公司开办的研讨会讲师，并与其取得了联系。受到深田的邀请，桐谷以个人投资者的嘉宾身份出演了每日放送的综艺节目。此后还陆续出演了富士电视台的《笑一笑又何妨！》、日本电视台的《月曜夜未央》等节目并逐渐走红。
日本將棋聯盟于2013年8月10日推出了“桐谷七段团扇”的周边商品，后来还推出了毛巾、色紙（「優待生活」）等相关商品。
2014年5月，T-ARTS推出了扭蛋商品“桐谷先生的股东优待生活手机屏幕清理带”（桐谷さんの株主優待生活クリーナーストラップ，全6種）和第二弹“优待生活 桐谷先生的消息印章”（優待生活 桐谷さんのメッセージスタンプ，全6種）。
同年8月4日，DeNA面向iPhone开发的游戏“桐谷先生×暴走自行车”（」开始发行，后又在Spicysoft于2015年3月30日发行的游戏“桐谷先生×暴走自行车3rd Race”中再次登场，桐谷更是为游戏的背景音乐首次挑战了人聲敲擊樂。
至于私生活方面，自从前述解除订婚的经历后，桐谷截止2021年都一直保持未婚状态，个人信息也有登记在婚姻介绍所。曾声明自己喜欢美女，是吉永小百合和EVE（神代弓子）的粉丝，同时是吉永小百合粉丝俱乐部的会员。
桐谷本来并不常使用社交媒体，但在2021年开通了Twitter账号，并时有发布推文。其本人称虽然对Twitter并没有兴趣，但该平台上有模仿自己的假账号，所以才选择了入驻。截止2022年5月，Twitter上仍然有两个模仿桐谷的假账号，对此他称假账号都是基于过去著作的内容来模仿发言，而现在的投资状况已经有了很大的不同，希望网民留意。。

## 升段履歴
- 1968年 - 4級
- 1970年 - 初段
- 1975年07月14日 - 四段
- 1982年11月17日 - 五段
- 1990年12月05日 - 六段
- 2005年04月01日 - 七段
- 2007年03月31日 - 引退

## 出演节目

### 电视节目
以将棋棋士身份
- （全26回，围棋·将棋频道（日语：囲碁・将棋チャンネル））
- （全26回，围棋·将棋频道）
- 升田幸三特集（全18回，围棋·将棋频道）

以投資家身份
- 家計診断 おすすめ悠々ライフ（日语：家計診断 おすすめ悠々ライフ）（NHK綜合頻道） - 2006年4月22日
- 全力!銭ナール（日语：銭ナールシリーズ）（毎日放送）※銭ナール女学院 第二任校長 - 2012年9月5日 - 2013年4月25日
- うもれびと（日语：うもれびと）（富士电视台） - 2012年8月16日、9月6日
- 笑一笑又何妨！（富士电视台） - 2012年12月17、24日
- 月曜夜未央（日本電視台）
- （富士电视台） - 2014年1月5日
- 埼玉Business Watch（日语：埼玉ビジネスウォッチ）（埼玉電視台） - 2018年12月22日[29]

### 广告
- 特佳丽多美“大车轮单杠君”（大車輪てつぼうくん）（2014年）[30][31]
- 雅马哈音乐日本（日语：ヤマハミュージックジャパン）「Clavinova（日语：クラビノーバ） CVP-700系列」“再一次，奏起音乐。”（音楽を、もう一度。）（2015年）[32][33]

## 主要著作
- （1986年4月，每日Communications（日语：マイナビ），ISBN 978-4-895-63505-9）
- （1986年9月，每日Communications，ISBN 978-4-895-63507-3）
- （1987年4月，每日Communications，ISBN 978-4-895-63513-4）
- （1995年5月，每日Communications，ISBN 978-4-895-63632-2）
- （2003年10月，每日Communications，ISBN 978-4-839-91287-1）
- （2013年10月，角川書店，ISBN 978-4-041-10559-7）
- （2013年10月，小学馆，ISBN 978-4-093-88330-6）
- （2013年11月，综合法令出版，ISBN 978-4-862-80384-9）
- （2014年09月，KADOKAWA，ISBN 978-4-04-102250-4）
- （2018年11月，祥傳社，ISBN 978-4-396-61668-7）
- （2020年11月，祥傳社，ISBN 978-4-396-61745-5）
- （2021年7月，钻石社，ISBN 978-4-478-11394-3）
- （2021年7月，钻石社，ISBN 978-4-478-11393-6）

## 脚注
1. 1 2 3 4 5 6 7  . www.shogi.or.jp.   [2021-07-17]. （原始内容存档于2023-04-09） （日语）.
2. ↑  鈴木亮.  [让超级小白也能立刻懂得经济新闻之书]. PHP研究所. 2015: 206.
3. ↑  中平邦彦.  [棋士对手故事 强者们的盘上盘外]. 主婦與生活社. 1990. ISBN 4-391-11228-0.
4. 1 2 3   [过着“股东优待”生活的桐谷，向日本国家足球队选手传授奇迹般14连胜的经历：朝日新闻电子版]. 朝日新聞电子版.   [2021-07-17]. （原始内容存档于2023-04-11） （日语）.
5. ↑  . www.shogi.or.jp.   [2019-06-10]. （原始内容存档于2023-04-14） （日语）.
6. ↑  嶋崎信房.  [现在还不能认输-为将棋而拼命的男人们]. 朝日有聲雜誌. 1995. ISBN 978-4257034209.，选自“天才的折戟”一章。
7. ↑    2006年6月号　钻石社
8. ↑  　2006年3月号　日本經濟新聞社
9. ↑   2013年5月5日
10. ↑  　ZAI ONLINE 2013年9月24日
11. ↑   （页面存档备份，存于）　FRIDAY 2013年7月14日
12. ↑  桐谷広人.  [靠股东优待生活的“桐谷先生”了不得的日常]. 東洋経済新報. 2020-12-06  [2020-12-09]. （原始内容存档于2023-04-09）.
13. ↑   [朝日自行车公司废除股东优待制度 桐谷氏曾推荐入股]. 路透社. 2023-04-03  [2023-04-04]. （原始内容存档于2023-04-05）.
14. ↑   [桐谷先生令人惊愕的“股东优待生活” 声望连偶像都相形见绌（3/5页）]. SankeiBiz. 2014-06-23  [2018-10-04]. （原始内容存档于2023-04-13）.
15. ↑   [桐谷先生令人惊愕的“股东优待生活” 声望连偶像都相形见绌（4/5页）]. SankeiBiz. 2014-06-23  [2019-06-06]. （原始内容存档于2023-04-13）.
16. ↑  . タカラトミーアーツ.   [2017-05-09].[]
17. ↑  　4gemar.net 2014年8月5日
18. ↑   4gemar.net 2015年3月30日
19. ↑   - 阅览自凜冽時雨官方网址 Interview
20. ↑  .   [2023-04-09]. （原始内容存档于2023-04-12）.
21. 1 2 3 4   [【验证桐谷先生的都市传说】真的不用现金吗？ 试着询问了街头巷尾流传的3件事！]. [株主優待] All About.   [2022-05-12]. （原始内容存档于2023-04-13） （日语）.
22. ↑  . テレビ埼玉.   [2020-05-09]. （原始内容存档于2023-04-09）.
23. ↑   - 产经体育2014年9月14日閲覧
24. ↑   - 特佳丽多美 商品信息2014年9月12日閲覧
25. ↑   - YAMAHA主页 商品信息Clavinova 2015年10月19日閲覧
26. ↑   - PR TIMES 2015年10月19日閲覧